# الممر الشمالي الشرقي

طريق بحر الشمال (الأزرق) والطريق البديل من خلال قناة السويس (الأحمر).

طريق بحر الشمال أو الطريق البحري الشمالي (بالروسية : Се́верный морско́й путь) هو ممر شحن بحري من المحيط الأطلسي إلى المحيط الهادئ على طول ساحل القطب الشمالي الروسي من بحر بارنتس، بمحاذاة سيبيريا، إلى الشرق الأقصى. يمكن الإبحار من خلال هذا الطريق في مياه القطب الشمالي الخالية من الجليد مدة شهرين فقط في السنة. وكان يعرف هذا الممر باسم الممر الشمالي الشرقي قبل بداية القرن 20، ولا يزال يسمى بهذا الاسم أحيانا.